# ヌーブラ
ヌーブラ（ラテン文字表記：NuBra）は、アメリカ合衆国にある、乳がん患者向けの医療メーカーBragel社が開発したブラジャー。一般的なブラジャーにある「肩ひも（ストラップ）」や「アンダーベルト」の無い、シリコン素材の粘着性と弾力性を利用して、胸の素肌に直接貼りつけて使用する。
2002年の発売より、様々なタイプのヌーブラが発売されている他（下述の「製品」「ヌーブラ・ビーチ」を参照）、ランジェリーブランド「ラヴィジュール」「ピーチ・ジョン」や、「ハローキティ」とのコラボレーション商品をはじめとする、カップ部にレースや生地をつけたデザイン性を持たせたデザインヌーブラも発売されている。

## ヌーブラに使われるシリコン
生活科学研究所による皮膚パッチテストにおいて、無反応データが確認されているシリコンを使用している。

## ヌーブラの独自性
ヌーブラはその製品仕様について、特許（第3721429号）を取得した独自性の高い製品であり、「ヌーブラ」という呼称自体も商標（第4765067号）を取得している。
そのため、「ヌーブラ」と呼ばれる製品は、Bragel社が生産しているもののみを指し、Bragel社が生産しているもの以外は全てヌーブラではない。

## ヌーブラの品質保証
2006年3月以後に製造されたヌーブラについては、粘着面に「NuBra」のロゴをプリントし、模造品・偽造品との判断区別が出来るようにしている他、製品毎にシリアルナンバーシールを貼りつけている。

## ヌーブラの機能性
- 肩ひもやアンダーベルトが無いため、一般的なブラジャーと比較し、肩に掛かる負担やバストから背中にかけての締め付け感が少ない。
- 背中にブラジャーの凹凸が発生しない。
- 着け方によってはバストの谷間を強調することが出来たり、バストのトップ位置を高くすることが出来る。
- シリコンの粘着は保湿成分や水分に弱いため、着用前は肌に何も塗らない状態でつけると粘着力が持続しやすい。

## ヌーブラの着用方法
【公式ページ・ヌーブラのつけ方】
1. カップを外に向けて反らし、両手で持つ。
2. バストのアンダーより指１本分上にヌーブラのカップ下を合わせ、バストを持ち上げるようにして片カップずつバストに貼る。
  - この時カップについているホックが、へそを向いていること。
3. 左右のカップをぐっと寄せるようにカップ中央のホックを留める。

## ヌーブラの手入れ方法
【公式ページ・洗い方動画】
1. 手のひらにカップを寄せ、保湿成分の入っていない石鹸を泡立て、粘着面を優しくこするように洗う。
2. カップ両面とも同様に洗い、洗い終わったら水で泡を流し、よく振って水分を切る。
3. 粘着面同士が貼りつかないように、埃や髪の毛が付着しない場所で陰干しをする。
4. 乾いたら、粘着面にホコリが付かないようにフィルムを貼るか専用ケースに入れて保管する。

## 製品
| 商品名                                | 詳細 |
| ------------------------------------- | --- |
| ヌーブラ                              | シリコン100％のヌーブラ。そのため感触がヌーブラ製品の中で最もバストに近い他、ボリュームアップに優れた機能性を持つ。                                                                                               |
| ヌーブラ・シームレス イージーフィット | カップ上部がカットされているため、胸元が開いた服やドレスでもチラ見えしにくい仕様。着け位置が分かりやすいフィッティングマーク付き。                                                                                |
| ヌーブラ・シームレス レースアップ     | ホック代わりの紐によって谷間の強弱を調整できるタイプ。「ヌーブラ至上最も簡単につけることができる」と謳われている。着け位置が分かりやすいフィッティングマーク付き。                                                |
| ヌーブラ・シームレス パテッド         | ボリュームアップに特化し、ヌーブラ史上最厚の24mmの厚みを持たせたカップ。AAカップ～Dカップまでの対応サイズ。着け位置が分かりやすいフィッティングマーク付き。                                                       |
| ヌーブラX・エアーライト フィット      | カップをポリウレタンにすることで（※粘着面はシリコン100％）、シリコン100%ヌーブラから約70％軽量化されている。着け位置が分かりやすいフィッティングマーク付き。ヌーブラシリーズの中で最も安価。                      |
| パテッド ヌーブラ                     | カップのポリウレタンを、ヌーブラ・エアーライトより肉厚にすることで、軽さはそのままに、バストのボリュームアップに優れた機能性を持つ。                                                                              |
| ヌーブラ・シームレス                  | カップ端をシームレス（無縫製）仕様にすることで、アウターに響きにくい機能性を持つ。 |
| ヌーブラ・シームレス プッシュアップ   | ヌーブラ・シームレスのカップに2つの立体パッドを内蔵し、バストをサイドと下部から寄せ上げることが可能。ヌーブラ・シームレスの機能性を持たせつつ、バストの谷間と高さを作ることが出来る機能性を持つ。                 |
| ヌーブラ・シームレス ワイヤーマジック | ヌーブラ・シームレスのカップに、樹脂製のワイヤーを内蔵し、バストの形を長時間保つことが出来る他、一般的なワイヤー入りブラジャーと同様、カップに脇や背中の肉もカップに入れることが出来る。                          |
| ヌーブラ・ブリーズ                    | 粘着面をボーダー状にすることで肌と粘着面を直接触れ合わない面を作ることで汗や蒸れをカップの外へ放出する、蒸れにくいタイプのヌーブラ。通称「息するヌーブラ」と呼ばれ、夏などの暑い季節との相性が良い。              |
| ヌーブラ・ウルトラライト              | カップの厚みを約5mmにまで薄くした、極薄タイプのヌーブラ。バストに過度のボリュームを出さず自然なバストラインを作れることや、サイズ展開がＥサイズまであるため、バストの大きい女性にも使いやすいタイプとなっている。 |
| ヌーブラX・ナチュラルカバー           | バストを強調せずナチュラルなバストメイクに特化したヌーブラ。ホックが無く、バストの間に切れ込みがあるドレスなどを着用する際のインナーにも使える。                                                                  |
| ヌーブラ・ソープ                      | ヌーブラ専用の洗剤。ヌーブラの大敵の保湿成分が入っていない。 |
| ヌーピット                            | ヌーブラ粘着部の中央につけることのできる布製のシート。バストトップを保護する他、汗を吸う機能を持つ。 |

## ヌーブラ・ビーチ[3]
バストに貼りつけることの出来る、水着の中に着用するヌーブラ(水着インナー）。普通のヌーブラより小さめに作られていることで、水着からハミ出さないように設計されている。
また、ホックが透明で位置を下にすることで、フロントが狭い水着でも目立ちにくいように対応。
主に3タイプに分かれており、シリコン100%タイプの「ヌーブラ・ビーチプラスⅡ」、最大25mmの極厚パッドの「ヌーブラ・ビーチ フル」、軽量で薄手パッドの「ヌーブラ・ビーチ　エアー」がある。

## 「ほこ×たて」
2011年7月25日フジテレビ系列のテレビ番組「ほこ×たて」にて、ヌーブラ・ビーチが、本物のバストとして見え、絶対にばれないパッドとして紹介され、本物のバストを絶対に見破ることが出来る豊胸外科医と番組内にて対決が実施された。
ルールは下記の通り。
- 5人の女性モデルのうち、1人だけにヌーブラ・ビーチをバストに貼り、その上に水着を着用する。
- 豊胸外科医は、飛ぶことや跳ねる、バストを二の腕で寄せることなど、触ること以外の全ての動きを女性に要求できる。
- 豊胸外科医がヌーブラ・ビーチを貼っていない（＝本物のバスト）と思われる女性を一人ず つ 指名し、途中でヌーブラ・ビーチを着用しているモデルを指名してしまったらヌーブラ・ビーチの勝ち、最後の一人まで本物のバストの女性を指名できたら、豊胸外科医の勝ち。

結果、4人目の指名でヌーブラ・ビーチ着用の女性を豊胸外科医が指名し、ヌーブラ・ビーチの勝利となった。

## ヌーブラ・ビーチ商品一覧
| 商品名                  | 詳細 |
| ----------------------- | --- |
| ヌーブラ・ビーチプラスⅡ | シリコン100%でリアルな揺れ感も演出できるタイプ。ホック部分は粘着面の裏側に隠れており、外観からは透明なテープしか見えず（これも水着に隠れてしまう場合がほとんど）、周囲から気づかれることがほとんど無いという水着着用時の特殊さに対応した仕様となっている。 |
| ヌーブラ・ビーチ フル   | ヌーブラビーチシリーズで最もボリュームアップができるタイプ。カップ芯がポリウレタンフォームで出来ているので軽量。バストを盛りたい人用。 |
| ヌーブラ・ビーチ エアー | バストが比較的大きい人でも着けられる軽量タイプ。胸を盛らずに、寄せたり上げたりすることに特化した、美乳メイクタイプ。 |
| ヌーブラ・ビーチ ミニ   | ブラジャーに入れるパッドのような形をしたタイプ。ホックが無く、ワイヤービキニなどと相性がよい。谷間メイクやデコルテにボリュームを出したりすることが容易にすることが可能。                                                                                   |